# کوتا آمانو
کوتا آمانو (انگلیسی: Kota Amano؛ زادهٔ ۲۲ ژوئن ۱۹۸۷) بازیکن فوتبال اهل ژاپن است.